# سيراس إس. إيتون
سيراس إس. إيتون (بالإنجليزية: Cyrus Stephen Eaton)‏ هو رائد أعمال كندي وأمريكي، ولد في 27 ديسمبر 1883 في بوغواش في كندا، وتوفي في 9 مايو 1979 في كليفلاند في الولايات المتحدة.

## وصلات خارجية
- سيراس إس. إيتون على موقع الموسوعة البريطانية (الإنجليزية)
- سيراس إس. إيتون على موقع مونزينجر (الألمانية)